# Joel Tagueu
Diederrick Joel Tagueu Tadjo, mais conhecido como Joel Tagueu, ou simplesmente Joel (Nkongsamba, 6 de dezembro de 1993), é um futebolista camaronês naturalizado brasileiro que atua como centroavante.
Desde agosto de 2020, é atleta do Marítimo.

## Carreira
Joel nasceu em Nkongsamba, mas foi criado em Doula, um bairro pobre da maior cidade de Camarões. Muito novo, ele deixou a família para tentar a sorte no futebol no exterior, passando por África do Sul, Egito, Bulgária e Bélgica, tudo antes de completar 15 anos.

### Londrina
Joel chegou ao Brasil em setembro de 2009, sendo no Paraná onde teve sua primeira chance no Iraty. Como a Fifa não permite a transferência internacional de menores de idade, ele só treinava e disputava amistosos até completar 18 anos.
No início de 2011 foi em definitivo para o Londrina, onde conquistou o Campeonato do Interior Paranaense de 2013 e o Campeonato Paranaense de 2014 e tendo maior destaque quando fez os dois gols da vitória do time contra o Santos na Copa do Brasil de 2014. No Campeonato Brasileiro de 2014 - Série D, na partida realizada em 3 de agosto, voltou a marcar mais dois gols na vitória do Londrina contra o Pelotas por 3x0. Foi no Londrina onde recebeu o apelido de "Eto'o" e de Joel "O Cruel".

### Coritiba
Em 2 de setembro de 2014 foi emprestado ao Coritiba para a seqüência da Série A do Campeonato Brasileiro de Futebol 2014. No dia 17 de setembro de 2014, marcou 2 gols na vitória do clube sobre o São Paulo pela 22ª rodada do Campeonato Brasileiro 2014, resultado esse que tirou o Coritiba da zona de rebaixamento. Joel voltou a marcar na vitória de 1x0 sobre o Fluminense e manteve o Coritiba fora da zona do rebaixamento.  Foram 20 jogos e 8 gols no Brasileirão de 2014. Suas boas atuações despertaram o interesse do Grêmio, Cruzeiro, Flamengo e do clube alemão Hamburgo.

### Cruzeiro
Em 16 de dezembro de 2014, Joel assinou contrato com o Cruzeiro, que comprou 50% dos seus direitos econômicos por R$ 2,5 milhões. No dia 1° de fevereiro de 2015 fez sua estreia oficial pelo clube e marcou o gol da vitória na partida contra o Democrata em Governador Valadares pelo Campeonato Mineiro de 2015.

### Santos
Em janeiro de 2016, foi emprestado ao Santos por um ano. Estreou com a camisa do Santos numa partida contra o São Bernardo no dia 30 de janeiro, onde o jogo terminou 1x1 na Vila Belmiro. Em 25 de fevereiro, o Santos jogou contra o Mogi Mirim no Estádio do Pacaembu, e Joel foi o destaque da partida, onde marcou 2 gols e o time venceu por 4x1. Após o fim da temporada, retornou ao Cruzeiro.

### Botafogo
Joel foi anunciado pelo gerente de futebol do Botafogo, Antônio Lopes, como o oitavo reforço do clube para a temporada de 2017. O atacante foi contratado por empréstimo de um ano junto ao Cruzeiro.

### Avaí
Após não render o esperado no Botafogo, Joel foi repassado ao Avaí. Chegou em Florianópolis no dia 15 de junho de 2017, para realizar os exames médicos e assinar seu contrato no dia 16.
Em sua apresentação pelo Avaí, no dia 20 de junho de 2017, Joel revelou que tem como maior ídolo o centroavante camaronês Eto'o, e também escolheu a camisa de número 99 para disputar o Série A.
Joel estreou no dia 21 de junho de 2017, na derrota de 3x0 diante do Fluminense, porém foi muito elogiado por sua boa atuação na estreia.
No dia 26 de junho de 2017, no jogo contra o seu ex-clube, o Botafogo, marcou dois gols, exercendo a famosa "Lei do Ex", jogo válido pelo Brasileirão no Engenhão, jogo no qual o Avaí venceu por 2x0. Joel foi apelidado pela torcida do Avaí de Joel é Cruel.
Na saída de campo, Joel falou sobre os seus dois primeiros gols pelo Avaí.
- Isso é o futebol. Isso acontece. Tenho que defender o Avaí. Nossa equipe não está muito bem na tabela, mas vamos brigar a cada jogo para sair dali. Nesse primeiro tempo mostrando que podemos melhorar.
Sobre se alguém do Botafogo deve ter se arrependido de tê-lo negociado, Joel desconversou.
- Não cabe a mim falar sobre isso. No Botafogo deixei muitos amigos e isso foi apenas uma transação.— Joel, no intervalo do jogo.

### Marítimo
Em 1 de janeiro de 2018, Joel foi emprestado ao Marítimo.

### Retorno ao Cruzeiro
Em 27 de setembro de 2019, após suspender sua carreira no Futebol por problemas cardiovasculares, Joel é reintegrado ao time do Cruzeiro para cumprir seu contrato que termina em dezembro de 2020. 
No dia 9 de outubro de 2019, Joel foi relacionado para o jogo Cruzeiro x Fluminense pela 24ª rodada do Campeonato Brasileiro, no Mineirão em Belo Horizonte, após mais de 1 ano sem se quer sentar no banco de um jogo.
No dia 19 de outubro de 2019, Joel entra ao 33 minutos do segundo tempo de Corinthians x Cruzeiro, jogo válido pela 27° rodada do Campeonato Brasileiro. Joel voltou a atuar após mais de 1 ano e após 4 anos de sua última atuação pelo Cruzeiro.
Após cinco anos e meio, com 28 jogos e 3 gols, se despediu do Cruzeiro em junho de 2020.

### Retorno ao Marítimo
Na temporada 2022-2023, marcou apenas um gol em 18 jogos.
Em janeiro de 2023, acertou o empréstimo com opção de compra no final da temporada para o Al-Hazm, da segunda divisão da Arábia Saudita.

## Seleção de Camarões
Segundo o site oficial do Londrina, Joel já defendeu a Seleção de Camarões nas categorias sub-17 e sub-20.
Em 27 de maio de 2018, Joel estreou-se pela Seleção principal dos Camarões num amigável frente à Seleção do Burkina Faso.
Em 2019, foi cortado da disputa da Copa das Nações Africanas por um possível problema cardíaco.

## Estilo de jogo
Joel é um centroavante que ajuda muito na marcação, volta muito para ajudar seus companheiros de defesa, não atuando apenas dentro da área, mas , sim puxando jogadas pelas pontas com dribles e fintas muito criativas e construtivas, ajudando muito os outros companheiros de ataque.

## Vida pessoal
Joel é casado com a brasileira Jessica Lima.

## Títulos
Londrina
- Campeonato Paranaense: 2014
- Campeonato do Interior Paranaense: 2013

Santos
- Campeonato Paulista: 2016